# Walter Giardino
Hector Walter Giardino, né le 6 mars 1960 à Buenos Aires, est un guitariste et compositeur argentin. Il est également le fondateur du groupe de hard rock Rata Blanca.

## Biographie

### Débuts
Né le 6 mars 1960 à Buenos Aires, Walter Giardino se voit offrir à l'âge de dix ans une guitare par sa famille et, deux ans plus tard, il forme son premier groupe avec des amis de la même école religieuse où il allait. Il fait ensuite partie de plusieurs petits groupes de quartiers qui faisaient beaucoup de reprises du groupe Creedence, Deep Purple et Black Sabbath. 
À 19 ans, pendant son service militaire obligatoire, il forme un groupe appelé Ensamble. Ce n'est qu'en 1981 qu'il rencontre le batteur Gustavo Andino (ex-La Máquina infernal, premier groupe de JAF) et le bassiste Roberto Cosseddu (ex-Magnum 44). Ensemble, ils forment un trio appelé Punto Rojo, dont Walter Giardino était le guitariste/chanteur. Malgré un petit succès dans la scène underground, ils n'enregistreront jamais d'album. Ils participent juste à un festival organisé par l'association Madres de Plaza de Mayo.
Punto Rojo se sépare en 1984 sans donc enregistrer d'album. À cette période, Ricardo Iorio et Alberto Zamarbide, qui incarnent V8, doivent remplacer Osvaldo Civile et Gustavo Rowek, à la suite de leur départ. Giardino et Miguel Roldán rejoignent le groupe, et ainsi le groupe continue avec deux guitaristes. Andino, partenaire de Giardino au sein de Punto Rojo, est également recruté chez V8. Cependant, le style musical de Giardino ne correspond pas à celui du groupe, qui le rejette. Giardino est expulsé, et le groupe essaye de faire revenir Rowek. Ce dernier décide de ne pas revenir.

### Seconde étape avec Temple
À la mi-2010, Doogie White prépare une tournée argentine avec Giardino. À la fin de l'année, Giardino donne un concert à Buenos Aires avec Graham Bonnet. En septembre 2012, Walter Giardino Temple revient sous l'impulsion de Joe Lynn Turner, jouant des reprises de Rainbow et Deep Purple. Dès lors, Giardino fait appel à Fernando Scarcella (batterie), Danilo Moschen (claviers) et Pablo Motyczak (basse).
Au début de 2016, Walter Giardino est confirmé en concert avec Joe Lynn Turner en Argentine. Plus tard, il effectue une tournée en Argentine, Bolivie, au Paraguay et en Uruguay. Il s'accompagne alors de Fernando Scarcella (batterie), Pablo Motyczak (basse) Javier Barrozo (chant) et Javier Retamozo, ex-claviériste de Rata Blanca entre 1994 et 1997. 

## Discographie

### Avec Rata Blanca
- 1988 : Rata Blanca
- 1990 : Magos, espadas y rosas
- 1991 : Guerrero del Arco Iris
- 1993 : El Libro Oculto
- 1994 : Entre El Cielo y el infierno
- 1996 : En Vivo en Buenos Aires
- 1997 : Rata Blanca VII
- 2000 : Grandes canciones
- 2002 : El Camino del fuego
- 2003 : Poder vivo
- 2004 : En Vivo con Glenn Hughes
- 2005 : La Llave de la puerta secreta
- 2008 : El Reino Olvidado
- 2009 : The Forgotten Kingdom
- 2011 : XX Aniversario: Magos, espadas y rosas
- 2015 : Tormenta Eléctrica

### Avec Walter Giardino Temple
- 1998 : Walter Giardino Temple